# Hexatoma (Parahexatoma) rubrivertex
Hexatoma (Parahexatoma) rubrivertex is een tweevleugelige uit de familie steltmuggen (Limoniidae). De soort komt voor in het Afrotropisch gebied.